# Liste der Ortschaften im Bezirk Rohrbach
Die Liste der Ortschaften im Bezirk Rohrbach enthält die 37 Gemeinden und ihre zugehörigen Ortschaften im oberösterreichischen Bezirk Rohrbach. Stand Ortschaften: 1. Jänner 2022
Kursive Gemeindenamen sind keine Ortschaften, in Klammern der Status Markt bzw. Stadt. Die Angaben erfolgen im offiziellen Gemeinde- bzw. Ortschaftsnamen, wie von der Statistik Austria geführt.
- Aigen-Schlägl (Markt)
  - Aigen im Mühlkreis
  - Baureith
  - Breitenstein
  - Diendorf
  - Geiselreith
  - Grünwald
  - Kerschbaum
  - Natschlag
  - Rudolfing
  - Sankt Wolfgang
  - Schlägl
  - Sonnenwald
  - Unterneudorf
  - Weichsberg
  - Winkl
  - Wurmbrand

- Altenfelden (Markt)
  - Atzesberg
  - Blumau
  - Doppl
  - Fraunschlag
  - Freileben
  - Godersdorf
  - Haselbach
  - Hörhag
  - Hühnergeschrei
  - Langhalsen
  - Mairhof
  - Neundling
  - Oberfeuchtenbach
  - Panholz
  - Starling
  - Starz
  - Steinerberg
  - Unteredt
  - Unterfeuchtenbach
  - Weigert
  - Wollmannsberg

- Arnreit
  - Daim
  - Eckersberg
  - Etzerreit
  - Getzing
  - Hengstschlag
  - Högling
  - Hölling
  - Humenberg
  - Iglbach
  - Katzenbach
  - Liebenstein
  - Moosham
  - Partenreit
  - Schönberg
  - Schörsching
  - Stierberg
  - Untergahleiten
  - Wippling

- Atzesberg
  - Fuchsberg
  - Hohenschlag
  - Kramsreith
  - Krien
  - Mitternschlag
  - Obernreith
  - Ohnerstorf
  - Wögerstorf
  - Wollerdorf

- Auberg
  - Harafl
  - Hehenberg
  - Hollerberg
  - Iglbach
  - Marbach

- Haslach an der Mühl (Markt)
  - Felberau
  - Hartmannsdorf
  - Jaukenberg
  - Neudorf

- Helfenberg
  - Ahorn
  - Altenschlag
  - Auhäuser
  - Dobring
  - Helfenberg
  - Kleintraberg
  - Lichtmeßberg
  - Mühlholz
  - Neuling
  - Neuschlag
  - Oberbrunnwald
  - Obertraberg
  - Penning
  - Piberstein
  - Preßleithen
  - Schallenberg
  - Spanfeld
  - Thurnerschlag
  - Untereben
  - Waldhäuser

- Hofkirchen im Mühlkreis (Markt)
  - Au
  - Dorf
  - Emmerstorf
  - Falkenstein
  - Freizell
  - Gerastorf
  - Hötzendorf
  - Hundsfülling
  - Kling
  - Marsbach
  - Niederranna
  - Oberbumberg
  - Wiesen

- Hörbich
  - Außerhötzendorf
  - Eiglersdorf
  - Eilmannsberg
  - Krondorf
  - Streinesberg
  - Tannberg
  - Unternreith
  - Wulln

- Julbach
  - Bräuerau
  - Hinterschiffl
  - Hochkraml
  - Kriegwald
  - Leithen
  - Niederkraml
  - Oberthiergrub
  - Präuer
  - Sagberg
  - Unterthiergrub
  - Vorderschiffl
  - Vorderschlag

- Kirchberg ob der Donau
  - Dorf
  - Ebersdorf
  - Exlau
  - Grub
  - Gumpesberg
  - Haiden
  - Mayrhof
  - Obermühl an der Donau
  - Partenstein
  - Point
  - Seibersdorf
  - Stieberberg
  - Windhag
  - Winzberg
  - Witzersdorf
  - Wölfling
  - Wolkersdorf

- Klaffer am Hochficht
  - Freundorf
  - Holzschlag
  - Panidorf
  - Pfaffetschlag
  - Schönberg
  - Vorderanger

- Kleinzell im Mühlkreis
  - Am Edhügel
  - Apfelsbach
  - Edholz
  - Edwiese
  - Etzleinsberg
  - Graben
  - Grünental
  - Partenstein
  - Ramersberg
  - Schörgenhub
  - Steining
  - Weigelsdorf
  - Zaun

- Kollerschlag (Markt)
  - Albenödt
  - Fuchsödt
  - Hanging
  - Haselbach
  - Innerödt
  - Lengau
  - Mistlberg
  - Raschau
  - Sauedt
  - Schröck
  - Stratberg

- Lembach im Mühlkreis (Markt)
  - Atzesberg
  - Feichten
  - Graben
  - Lug
  - Oberlembach
  - Obernort
  - Volkersdorf

- Lichtenau im Mühlkreis
  - Damreith
  - Hinternberg
  - Hochhausen
  - Hörleinsödt
  - Oedt
  - Unterurasch

- Nebelberg
  - Heinrichsberg
  - Stift am Grenzbach
  - Vordernebelberg

- Neufelden (Markt)
  - Langhalsen
  - Plankenberg
  - Pürnstein
  - Steinbruch
  - Unternberg

- Neustift im Mühlkreis
  - Dittmannsdorf
  - Dorf
  - Eitzendorf
  - Forstedt
  - Großmollsberg
  - Grub
  - Grubberg
  - Haitzendorf
  - Kleinmollsberg
  - Kramesau
  - Maisreith
  - Oberaschenberg
  - Pühret
  - Rannariedl
  - Steinlacken
  - Unteraschenberg

- Niederkappel
  - Amersdorf
  - Dorf
  - Grafenau
  - Haar
  - Kaindlsdorf
  - Klotzing
  - Lampersdorf
  - Niederbumberg
  - Oberbumberg
  - Raiden
  - Römersdorf
  - Rumersdorf
  - Weikersdorf
  - Witzersdorf

- Niederwaldkirchen (Markt)
  - Allersdorf
  - Baumgartsau
  - Drautendorf
  - Erdmannsdorf
  - Koth
  - Schindlberg
  - Steinbach
  - Uttendorf
  - Witzersdorf
  - Wolkersdorf
  - Zeißendorf

- Oberkappel (Markt)
  - Dittmannsdorf
  - Grubberg
  - Hallschlag
  - Hochödt
  - Kaffring
  - Lamprechtswiesen
  - Mitternschlag
  - Mollmannsreith
  - Osterwasser
  - Schöffgattern

- Oepping
  - Berlesreith
  - Dobretshofen
  - Götzendorf
  - Gumpenberg
  - Gumpenmühle
  - Haugsberg
  - Kanten
  - Kimmerting
  - Liebetsberg
  - Marbach
  - Oberfischbach
  - Obergahleiten
  - Obergrünau
  - Obermayrhof
  - Oberneudorf
  - Peherstorf
  - Pitretsberg
  - Rumerstorf
  - Salaberg
  - Unterfischbach
  - Untergrünau

- Peilstein im Mühlviertel (Markt)
  - Berging
  - Danneredt
  - Diendorf
  - Emsmannsreit
  - Eschernhof
  - Exenschlag
  - Flatting
  - Geretschlag
  - Hinterschlag
  - Humeredt
  - Kicking
  - Kirchbach
  - Martschlag
  - Oberpeilstein
  - Rampetzreit
  - Schönberg
  - Steinberg
  - Stierberg
  - Vorderschlag
  - Vordorf
  - Weixelbaum

- Pfarrkirchen im Mühlkreis
  - Albernberg
  - Altenhof
  - Amesedt
  - Atzgersdorf
  - Berg bei Hamet
  - Eilmannsberg
  - Erdmannsdorf
  - Falkenhof
  - Grettenbach
  - Hamet
  - Hinterleithen
  - Hochhaus
  - Irnezedt
  - Karlsbach
  - Konzing
  - Mühlholz
  - Niederranna
  - Pernerstorf
  - Pollmannsdorf
  - Ratzesberg
  - Scharten
  - Schlag
  - Unholnedt
  - Vatersreith
  - Waldhäusl
  - Weberschlag
  - Wehrbach
  - Wernersdorf
  - Wurzwoll
  - Zanklbach
  - Zinöck

- Putzleinsdorf (Markt)
  - Berg bei Mairing
  - Daglesbach
  - Ebrasdorf
  - Egnersdorf
  - Glotzing
  - Haag
  - Harrau
  - Hochetting
  - Kaindlsdorf
  - Kleinobernberg
  - Kleinstifting
  - Krien
  - Kronewittet
  - Mairing
  - Männersdorf
  - Mayrhof
  - Moos
  - Neundling
  - Obernberg
  - Ollerndorf
  - Pernersdorf
  - Schrattendoppel
  - Spielleiten
  - Starnberg
  - Starz
  - Steining
  - Steinstraß
  - Streinesberg
  - Vernatzgersdorf

- Rohrbach-Berg (Stadt)
  - Arbesberg
  - Autengrub
  - Berg
  - Fraundorf
  - Frindorf
  - Fürling
  - Gattergaßling
  - Gierling
  - Gintersberg
  - Gollner
  - Grub
  - Harrau
  - Hauzenberg
  - Hehenberg
  - Hintring
  - Hundbrenning
  - Katzing
  - Keppling
  - Krien
  - Lanzerstorf
  - Märzing
  - Neundling
  - Nößlbach
  - Perwolfing
  - Reith
  - Rohrbach
  - Scheiblberg
  - Schönberg
  - Sexling
  - Spielleiten
  - Steineck
  - Wandschaml

- St. Johann am Wimberg
  - Auhäuser
  - Penning
  - Petersberg
  - Sankt Johann am Wimberg
  - Schlag
  - Sichersdorf

- St. Martin im Mühlkreis (Markt)
  - Adsdorf
  - Allersdorf
  - Anzing
  - Dunzendorf
  - Erdmannsdorf
  - Falkenbach
  - Falkenberg
  - Gerling
  - Grub
  - Kobling
  - Lanzersdorf
  - Mahring
  - Neuhaus an der Donau
  - Oberhart
  - Plöcking
  - Reith
  - Ritzersdorf
  - Sankt Martin im Mühlkreis
  - Unterhart
  - Untermühl
  - Windischberg
  - Windorf

- St. Oswald bei Haslach
  - Almesberg
  - Günterreith
  - Laimbach
  - Minihof
  - Morau
  - Sankt Oswald bei Haslach
  - Sattling
  - Schwackerreith

- St. Peter am Wimberg (Markt)
  - Dorf
  - Eckerstorf
  - Engersdorf
  - Habring
  - Kasten
  - Pressleithen
  - Sankt Peter am Wimberg
  - Simaden
  - Strass
  - Unterriedl
  - Uttendorf

- St. Stefan-Afiesl
  - Dambergschlag
  - Gmain
  - Haid
  - Herrnschlag
  - Innenschlag
  - Köckendorf
  - Neuschlag
  - Oberafiesl
  - Obereben
  - Oberriedl
  - Preßleithen
  - Raiden
  - Sankt Stefan am Walde
  - Unterafiesl
  - Untereben
  - Unterriedl

- St. Ulrich im Mühlkreis
  - Bairach
  - Baumgartsau
  - Hötzeneck
  - Pehersdorf
  - Sankt Ulrich im Mühlkreis
  - Simaden

- St. Veit im Mühlkreis
  - Grubdorf
  - Grubdorf-Siedlung
  - Haslhof
  - Kepling
  - Königsdorf
  - Rammerstorf
  - Rechberg
  - Schindlberg
  - Windhag
  - Wögersdorf

- Sarleinsbach (Markt)
  - Altendorf
  - Altenhofen
  - Auerbach
  - Dobretshofen
  - Dorf
  - Fürling
  - Graben
  - Hennerbach
  - Innerhötzendorf
  - Innerödt
  - Kickingerödt
  - Kielesreith
  - Lämmerstorf
  - Leiten
  - Mairhof
  - Meising
  - Meisingerödt
  - Mühel
  - Oberpeilstein
  - Pfaffenberg
  - Pogendorf
  - Poppen
  - Rutzersdorf
  - Sankt Leonhard
  - Schinken
  - Schölling
  - Schwand
  - Sprinzenstein
  - Weißgraben
  - Wintersberg
  - Wolf

- Schwarzenberg am Böhmerwald
  - Hinteranger
  - Holzschlag

- Ulrichsberg (Markt)
  - Berdetschlag
  - Breitenstein
  - Dietrichschlag
  - Erlet
  - Fuchslug
  - Hintenberg
  - Kandlschlag
  - Lichtenberg
  - Mühlwald
  - Ödenkirchen
  - Salnau
  - Schindlau
  - Schöneben
  - Seitelschlag
  - Sonnenwald
  - Stangl
  - Stollnberg
  - Zaglau